# Walter Frederick Gale
Walter Frederick Gale, avstralski bankir in ljubiteljski astronom, * 27. november 1865, Paddingtonn, Sydney, Avstralija, † 1. junij 1945.

## Delo
Bil je bankir, vendar se je močno zanimal za astronomijo. Zgradil si je tudi svoj teleskop.
Odkril je nekaj kometov. Med odkritimi kometi je najbolj znan 34D/Gale (Komet Gale), ki ga imajo za izgubljenega. Odkril je še periodični komet C/1894 G1  in komet C/1912 R1, ki pa ima hiperbolično tirnico . Odkril je tudi nekaj dvojnih zvezd.
Kraljeva astronomska družba mu je leta 1935 podelila Medaljo Jackson-Gwiltove za njegovo delo v astronomiji v Novem Južnem Walesu.
Po njem se imenuje krater na Marsu.